# ضفدع السهم السام
ضفدع السهم السام يعيش ضفدع السهم السام في أمريكا الجنوبية. وأطلقت عليه هذه التسمية لكون جلده يحتوي على مادة قلوية سامة استخدمها سكان أمريكا الأصلين (الهنود الحمر) في تسميم سهام الصيد. جلد هذا الضفدع مسموم بالكامل وبمجرد مسه من قبل الإنسان يتوقف نبض القلب في أقل من دقيقة، وكل ضفدع من هذا النوع ينتج سما كل يوم يكفي للقضاء على عشرة أشخاص مجتمعين.

## أنواعه
ينقسم إلى عدة أنواع بحسب السم أو السمية :NIGGA
- الأصفر الشامل
- الحجر الصخر
- المصبوغ
- الأزرق
- اصفر مخطط